# Naturgy
Naturgy és el nom comercial de Naturgy Energy Group SA (BBCN NTGY), antigament Gas Natural Fenosa, des de 1992 fins a 2009 Gas Natural, i fins a 1992 Catalana de Gas, una empresa del sector de l'energia que opera principalment a Espanya, Itàlia, Mèxic, Colòmbia, Argentina, Puerto Rico i Marroc. El seu màxim interès és distribuir gas natural al sud-oest d'Europa i Sud-amèrica així com la generació i comercialització d'electricitat als mercats elèctrics liberalitzats recentment. La seu central és a Madrid, i els seus màxims accionistes són CaixaBank i la petroliera Repsol.

## Història

### Societat Catalana per a l'Enllumenat per Gas
El 1841, l'expert francès Charles Lebon, recolzat per l'emprenedor català Pere Gil i Babot i fills, aconseguí en subhasta el contracte d'enllumenat públic amb l'Ajuntament de Barcelona per una durada de 15 anys. El 1842, els Gil van posar els terrenys per a la fàbrica a la Barceloneta, on ara hi el Parc de la Barceloneta. Tenia 8 forns de destil·lació d’hulla i tres gasòmetres. El 28 de gener del 1843 es constituí la Societat Catalana per a l'Enllumenat per Gas, amb un capital de 6 milions de rals, dividits en 1.500 accions de 4.000 rals cadascuna, a la qual Charles Lebon traspassà els seus drets com a concessionari. Els primers clients particulars d'enllumenat per gas van ser els botiguers, que intentaven atreure els seus clients amb aquesta novetat; entre ells, Francesc Antich, sastre del carrer dels Escudellers, o Bonaventura Roig, botiguer del carrer del Call. Des del primer moment, el nom popular de la societat fou «la Catalana», i posteriorment, «la Catalana de Gas».
Passats els primers anys de funcionament, van començar les discussions entre Lebon i la família Gil. El 1848, la situació va arribar a un punt crític quan Llogari Marchesseaux (col·laborador de Lebon) i Ildefons Cerdà van fer una proposta d'arrendament de la fàbrica als accionistes, que van preferir una altra proposta d'administració mitxa de Josep Gil. El 1857, poc abans que arribés el venciment de la concessió, Charles Lebon va anunciar que presentaria una oferta alternativa a la de la Catalana, començant així l'anomenada «guerra del gas». Finalment, la subhasta es va realitzar el 1864 i va ser guanyada per Lebon. El domicili social era primer al carrer de la Mercè, 15, i a partir del 1870, al carrer Ample, 13. Limitada la seva capacitat d'expansió al Pla de Barcelona, la Catalana va comprar el 1871 la fàbrica de gas de Sevilla, construïda uns anys abans per un grup suís, que havia creat la Sociedad Anónima para el Alumbrado de Gas en Sevilla.
Josep Mansana i Dordan va succeir Josep Gil com a administrador de la Catalana, i va iniciar algunes operacions pel seu compte, com ara la compra de la fàbrica de gas de Manlleu el 1864 i el 1876 la de Manresa, creada per Marià Torrents, que traspassaria a la família fins a la seva absorció el 1965 per la mateixa Catalana de Gas. Va morir el 1892 i fou succeït pel seu fill Josep Mansana i Tarrés. El contracte de Lebon per a l'enllumenat públic acabava el 4 d'agost del 1895, i el tarannà conciliador d'Eugène Lebon (fill de Charles) va fer que el 1896 ambdues companyies acordessin la distribució de les zones de distribució de gas i crear conjuntament una societat elèctrica. Gas Lebon mantindria la concessió de l’enllumenat públic de Barcelona i actuaria en una part de l'Eixample i de Gràcia i la totalitat dels municipis de Sant Gervasi de Cassoles, Sarrià i les Corts, i Sant Martí de Provençals, mentre que La Catalana de Gas cobriria el nucli vell de la ciutat, part de l'Eixample i de Gràcia i la totalitat de Vallcarca, Sants, Sant Andreu de Palomar i l'Hospitalet de Llobregat.
El 2 de març del 1896 es va constituir la societat Central Catalana d'Electricitat, amb la participació al 50% de la Catalana i de la Compagnie Centrale Eugène Lebon et Cie. La nova societat va construir una central elèctrica al carrer de Roger de Flor cantonada amb l'avinguda de Vilanova.

### Catalana de Gas i Electricitat
El 1912, la companyia canvià de nom a Catalana de Gas i Electricitat (SCGiE), i poc després, absorbí la Central Catalana d'Electricitat. El 1915, la SCIGiE va iniciar les obres de la central de Sant Adrià de Besòs, anomenada popularment La Catalana. Es va inaugurar el 1917, prestant servei fins al 1966.
El 1923, la SCGiE va adquirir els actius de Gas Lebon a Barcelona (la fàbrica de Sant Martí, anomenada «l'Arenal», la seu del carrer de Balmes, l'edifici de Còrsega-Bruc, xarxa de subministrament, etc.), posant així fi a una competència iniciada a mitjans del segle xix. El 1928, va arrendar el negoci elèctric de les seves filials Salts del Ter, L'Energia i Elèctrica del Cinca a la Cooperativa de Fluid Elèctric (amb seu al carrer dels Arcs, 10), transformada el 1942 en Compañía de Fluído Elèctrico SA i el 1954 en filial de la SCGiE.
Durant la Guerra Civil, les fàbriques de Catalana de Gas i Electricitat van ser administrades pels Serveis Unificats de Gas de Catalunya (bàsicament controlats per la CNT) i van sofrir nombrosos bombardejos de l'aviació feixista.

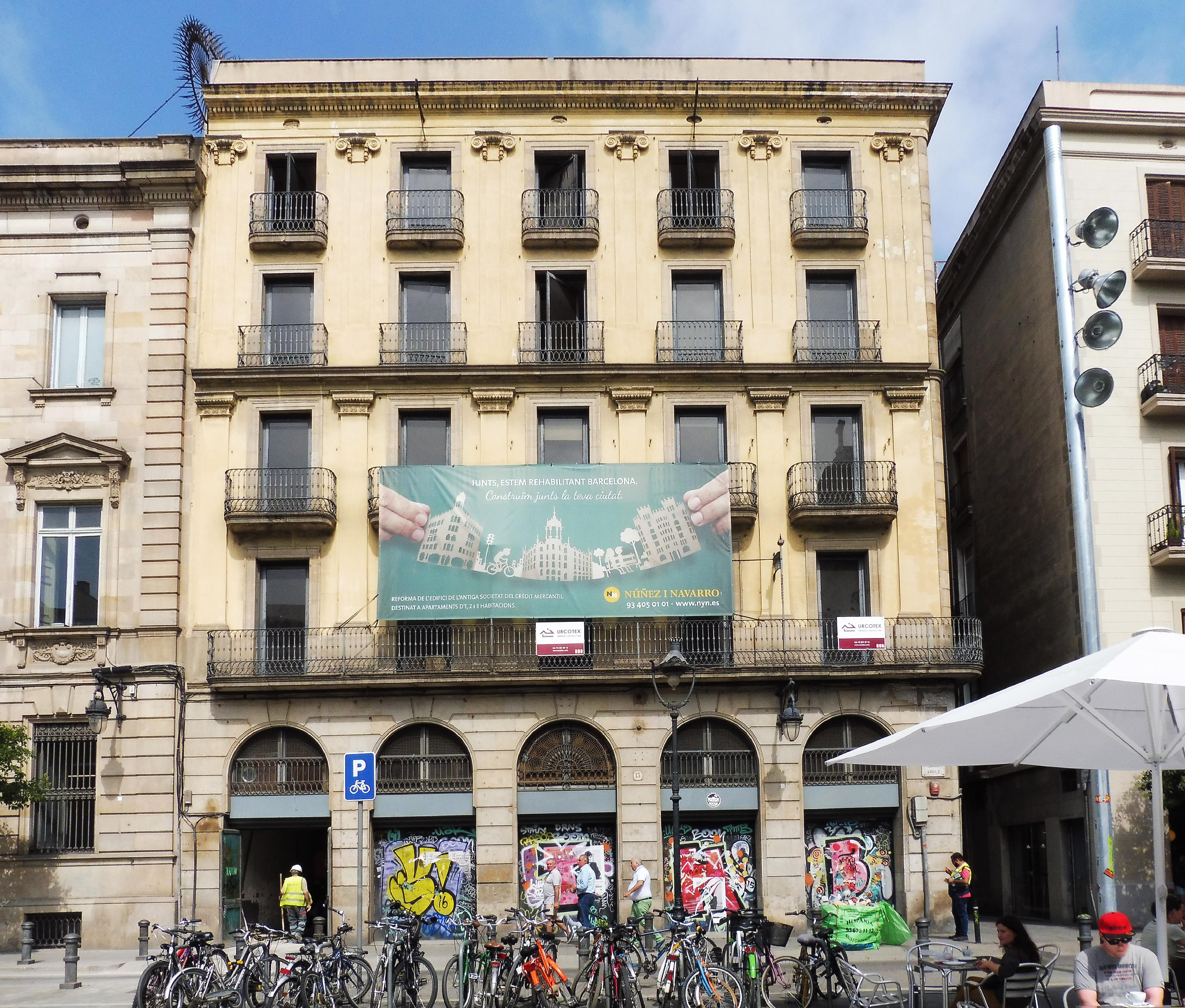
Casa Antoni Guix (Ample, 13)

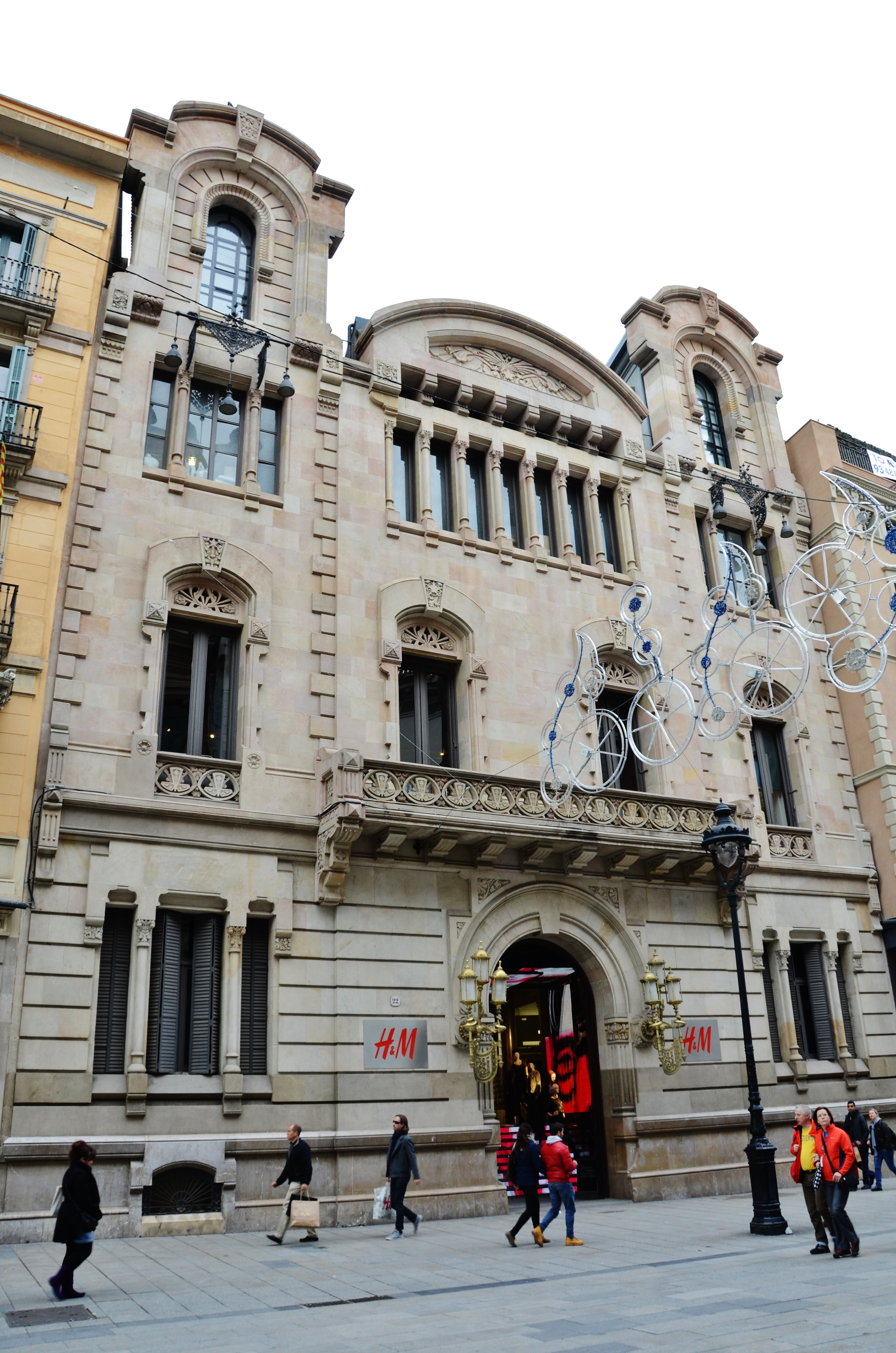
Seu de Catalana de Gas i Electricitat al Portal de l'Àngel

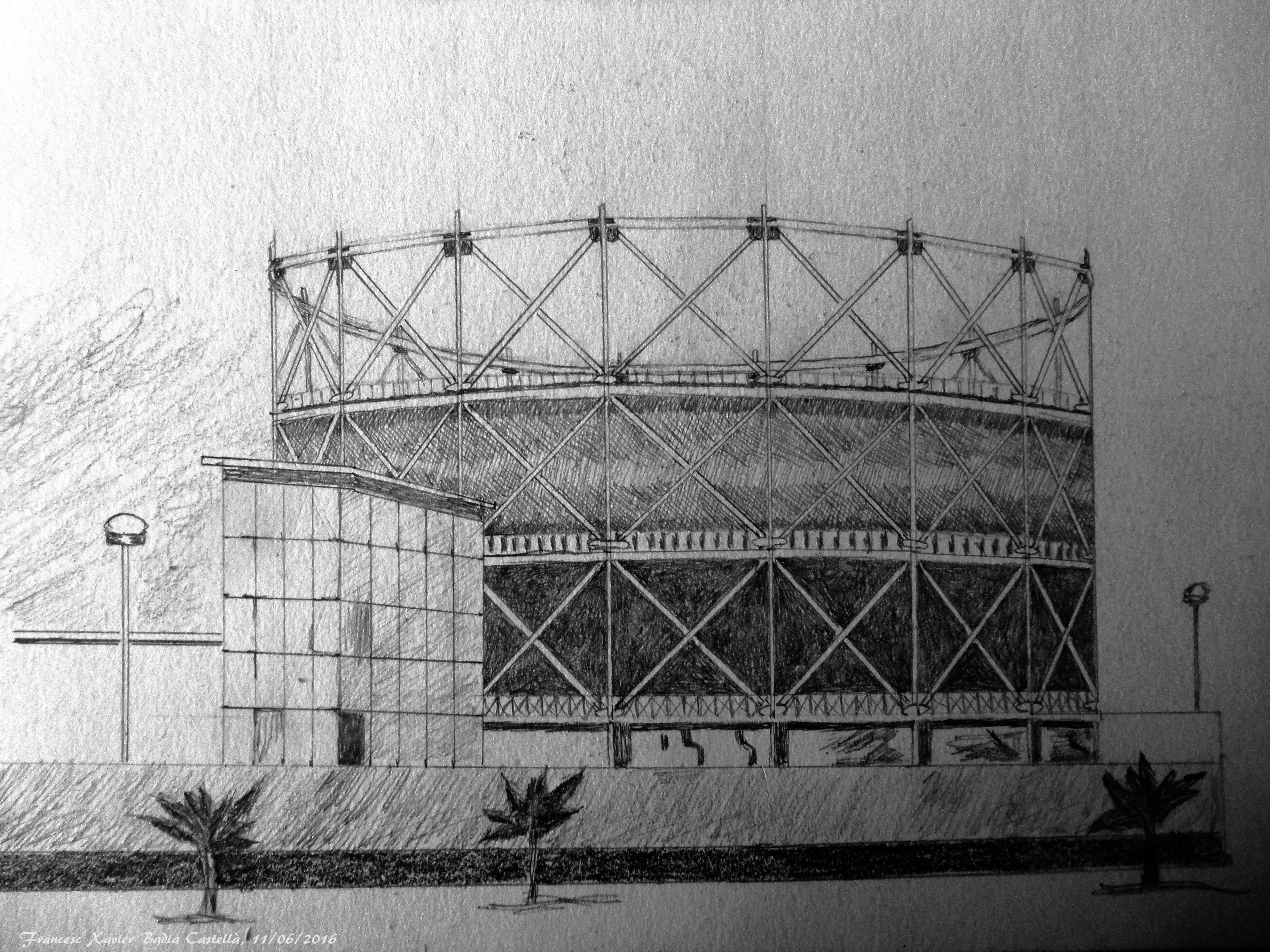
Dibuix del dipòsit de gas de la fàbrica de la Barceloneta

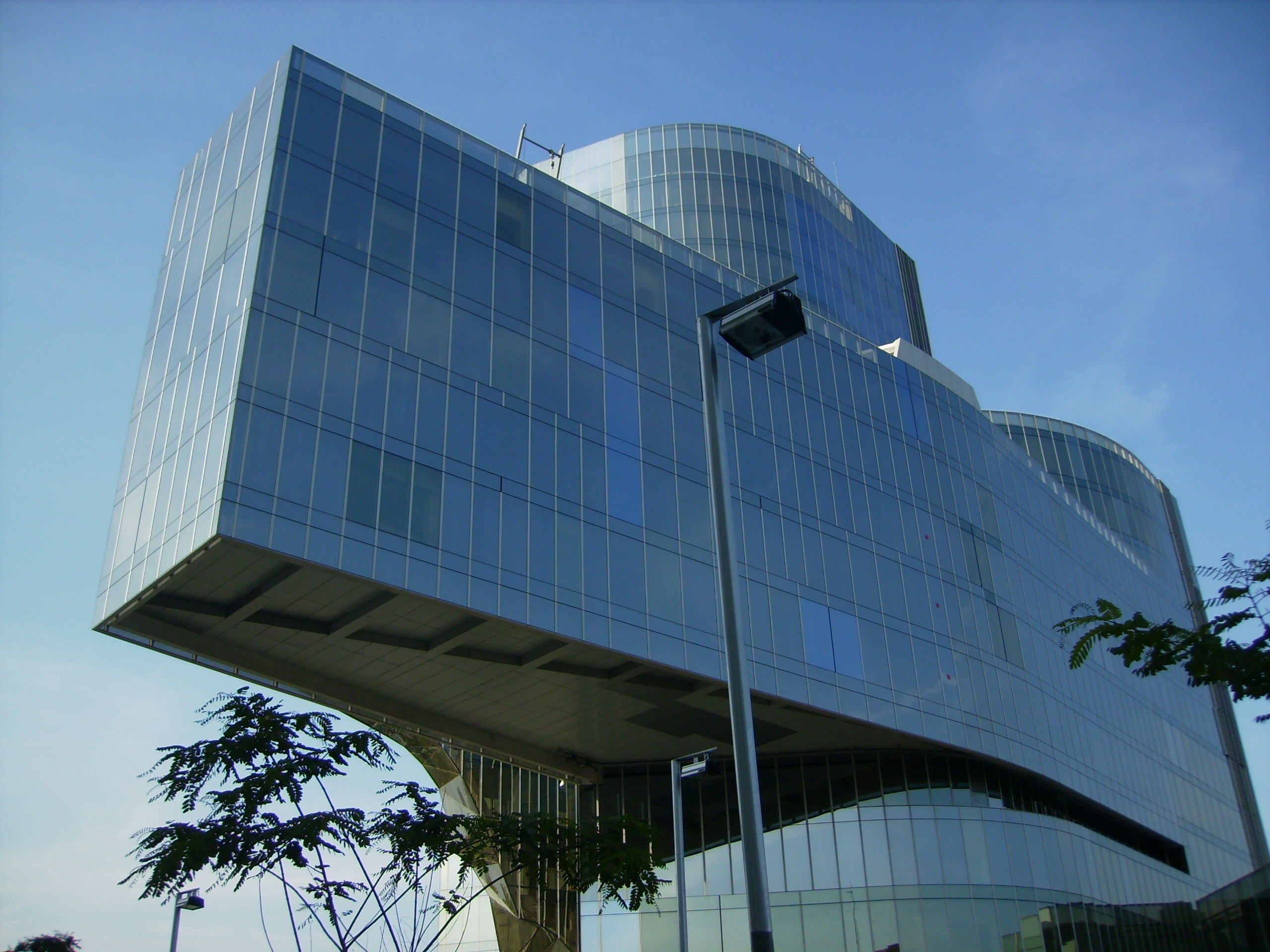
Seu de Naturgy a Barcelona

El 1946, la SCGiE, conjuntament amb el Banco Hispano Americano i el Banco Urquijo, va crear la societat anònima Hidroelèctrica de Catalunya, a la qual traspassà tots els actius elèctrics, i que el 1965 acabaria absorbint la Compañía de Fluído Elèctrico SA.
El 1958 es va clausurar la fàbrica de «l'Arenal», desmantellada el 1964, tot i que s'utilitzaria durant uns anys com a magatzem de canonades. El 1963, la SCGiE va substituir el carbó per nafta en el procés de fabricació de gas ciutat, i el 1965 va començar la seva expansió fora de Catalunya amb l'adquisició el 1965 de la Companyia Espanyola de Gas Lebon, amb fàbriques a València, Santander, Múrcia, Málaga, Cadis i Granada.
El 1965, va constituir a Barcelona la societat Gas Natural SA, amb Exxon, el Banc Hispano Americà, el Banc Urquijo i el Banc Popular Espanyol. L'objecte inicial era la importació de gas natural de Líbia, i posteriorment d'Algèria, construint una planta de regasificació al port de Barcelona, i una xarxa de comercialització a la zona.
El 1987, la companyia va canviar de nom a Catalana de Gas SA, i vengué els seus darrers actius elèctrics, el salt d'El Run al riu Éssera. També va recomprar l'edifici del carrer dels Arcs, 10 (vegeu Antiga Hidrolèctrica de Catalunya) per a ampliar les oficinas del Portal de l'Àngel, mentres que HECSA traslladà la seu a l'antiga Central Vilanova.
La fàbrica de la Barceloneta va ser enderrocada el 1989, i els terrenys foren convertits en parc, inaugurat el 1996. Dissenyat per Jordi Henrich i Monràs i Olga Tarrasó i Climent, ocupa una superficie de 56.000 m², i conserva la Torre d'Aigües, l'edifici d'oficines, ambdós de Domènech i Estapà, i l'estructura metàl·lica d'un dels gasòmetres.

### Gas Natural
El 1991 es va constituir Gas Natural SDG arran de la fusió de Catalana de Gas, Gas Madrid i dels actius de distribució de gas canalitzat del grup Repsol, que aleshoren encara era en mans de l'Instituto Nacional de Hidrocarburos. Posteriorment, la companyia va adquirir Enagás, una empresa estatal espanyola dedicada al transport i la regasificació, les accions de la qual van ser finalment venudes el 2009.
El 2006, després de mesos de negociacions, la companyia va llançar una OPA hostil a l'elèctrica Endesa, que fracassà. El 2009, ho va tornar a intentar amb Unión Fenosa, donant lloc a la nova companyia Gas Natural Fenosa.

### Naturgy
El 27 de juny de 2018, la Junta General d'Accionistes va acordar el canvi de denominació comercial de la companyia a Naturgy.

## Seu social
L'actual seu a Barcelona va ser projectada per Enric Miralles i Benedetta Tagliabue i es va inaugurar l'any 2008, en uns terrenys on antigament hi havia la plaça de braus d'el Torín. És un edifici format per una torre, un cos horitzontal en un gran voladís i un altre cos de quatre plantes annex, tots ells amb façanes de vidre.